# 吉行淳之介
吉行 淳之介（よしゆき じゅんのすけ、1924年（大正13年）4月13日 - 1994年（平成6年）7月26日）は、日本の小説家。位階は従四位。
父は吉行エイスケ、母は美容師吉行あぐり、女優吉行和子と作家吉行理恵は妹。
岡山県生まれ。東京大学英文科中退。『驟雨』で芥川賞受賞。「第三の新人」の一人で、『砂の上の植物群』『暗室』など、性を媒介として人間を探求した作品で高い評価を受けた。また、自身の少年期に材をとった小説でも知られる。エッセイや対談も多い。他方で、文壇的活動も活発で、多くの文学賞の選考委員を務めた。日本芸術院会員。

## 来歴

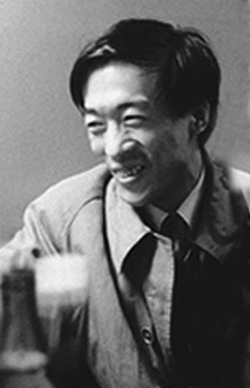
1956年

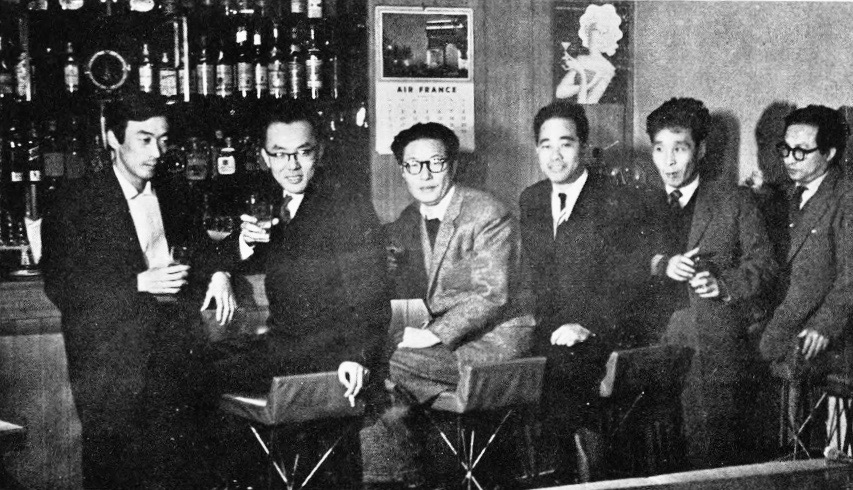
第三の新人の面々。左から吉行淳之介、遠藤周作、近藤啓太郎、庄野潤三、安岡章太郎、小島信夫。

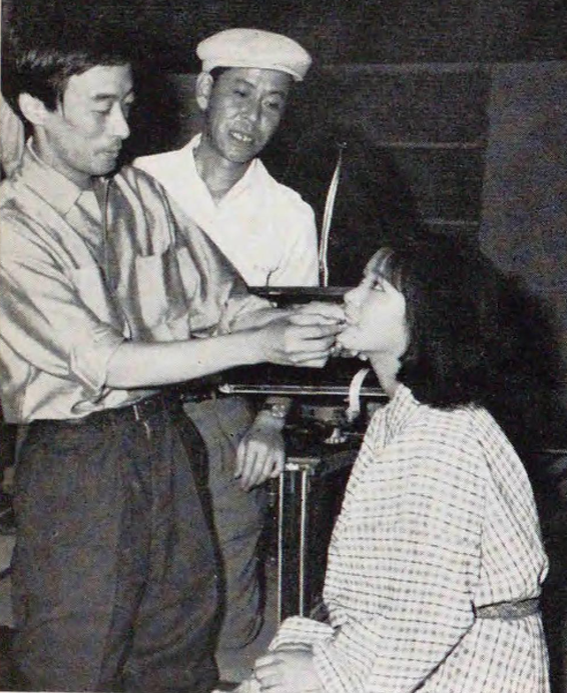
映画『砂の上の植物群』（1964年）の撮影現場。左から吉行、監督の中平康、出演者の西尾三枝子。

岡山県岡山市に父・吉行エイスケ（モダニズムの詩人）、母・あぐり（美容師）の長男として生まれる。2歳の時に両親が上京、東京麹町に育つ。同じ町内には内田百閒がいた。府立一中と武蔵高等学校尋常科と府立高等学校尋常科の受験に失敗し、麻布中学に進学。
1940年に父・エイスケが急死した。しかし自身はその頃腸チフスにかかり入院していたため、死を知らされたのは退院後であった。翌1941年に旧制静岡高校（現：静岡大学）文丙（文系仏語クラス）に進むが、2年進級時に「心臓脚気」という仮病で1年休学、この頃より文学に関心を持つようになる。
1944年、徴兵検査を受け甲種合格、20歳で召集されるが、9月1日の入営直後に気管支喘息と診断され即日帰郷。翌年も徴兵検査を受け、再び甲種合格となったが召集前に終戦を迎えている。1945年4月、東京帝国大学に入学。5月25日の空襲で焼け出され自宅を失った。
大学の授業にはあまり出席せず、新太陽社で編集のアルバイトをしていた。社長の勧めで学業を放棄し（学費を一度も払わず、学費未納のため除籍処分）、1947年に新太陽社へ入社。『モダン日本』『アンサーズ』などの雑誌の編集に携わった。このときアルバイト編集者に澁澤龍彦がいた。『モダン日本』時代に小島功らと交流、赤川童太、鈴木義司、富永一朗らを抜擢し、新人漫画家の発掘の天才と言われた。
倒産寸前の会社で多忙を極めつつ、『世代』『新思潮』などの同人雑誌に年一作のペースで作品を発表。同人雑誌を通して安岡章太郎、近藤啓太郎、阿川弘之、三浦朱門、島尾敏雄らと知り合った。
1952年『原色の街』が芥川賞候補になり、その後も『谷間』、『ある脱出』が候補に上る。『谷間』発表後、空洞が肺に見つかり結核と診断され会社を休職、翌1953年の春に退社した。退社後は千葉県佐原市の病院に夏まで療養し、11月に清瀬病院に入院。その間は生計のためにABC放送のラジオ原稿を書いていた。清瀬病院で療養中の1954年に『驟雨』で第31回芥川賞を受賞、収入の手段が他にないので、受賞を機に作家生活に入った。当時、同世代の作家である遠藤周作、安岡章太郎、三浦朱門、近藤啓太郎らと共に「第三の新人」と呼ばれた。
1971年、編集者の佐藤嘉尚とともに、雑誌『面白半分』を編集長として創刊。
1979年、日本芸術院賞を受賞し、1981年、日本芸術院会員となる。晩年は数々の病気を克服しながら執筆を続けた。
1994年、肝臓癌のため聖路加国際病院で死去した。70歳没。戒名は清光院好文日淳信士。墓所は岡山市北区御津金川（旧：御津郡金川町草生）の吉行家墓地にある。

## 作品
私小説的な純文学および芸術的傾向の作品として、『砂の上の植物群』『暗室』『夕暮まで』などの長編、『男と女の子』『焔の中』『出口・廃墟の眺め』などの中編、更に奇妙な味の短編『鞄の中身』など。大衆文学の方面では『すれすれ』『にせドンファン』『鼠小僧次郎吉』などがある。また、『軽薄のすすめ』など軽妙な随筆のファンも多い。
長年にわたって週刊誌に対談コーナーを連載し「座談の名手」としても知られ、それらは『軽薄対談』『恐怖対談』などにまとめられている。またヘンリー・ミラー『愛と笑いの夜』の翻訳、井原西鶴『好色一代男』の現代語訳なども手がけている。阪神タイガースのファンで、『Number』誌上で山藤章二、上岡龍太郎と鼎談を行ったこともある。

## 人物・エピソード

### 女性関係
文学のテーマ同様にその人生は常に女性に彩られていた。若い頃に結婚した妻の吉行文枝との間に女児が一人いた。後に別居し、結婚後約10年後に知り合った女優の宮城まり子は生涯に渡り同居した事実上の伴侶となったが、妻は終生離婚に応じなかった。その他にも愛人がおり、死去後に大塚英子と高山勝美が名乗り出ている。大塚が『暗室のなかで 吉行淳之介と私が隠れた深い穴』で、高山が『特別な他人』で、宮城が『淳之介さんのこと』で、そして本妻の文枝が『淳之介の背中』で、それぞれの体験を公表している。
大層女性にモテたことで知られているが、奥本大三郎は吉行を「まぎれもなく女性嫌悪思想の系譜に連なる作家である」と指摘しており、また、「女性嫌悪思想の持ち主というのは、どうしても女に無関心でいられない」のが「弱点」であるとも記している。奥本はまた、吉行に女性読者が増加していることを称して「猟師の鉄砲に小鳥が止まったような具合」と形容している。フェミニストの上野千鶴子は、ミソジニー（女性嫌悪、女性蔑視）傾向の強い作家として吉行以外に永井荷風を挙げており、ミソジニーの男性には「女好き」が多いと指摘している。友人の遠藤周作は時おり随筆で「吉行世之介」と書いてからかっている（「世之介」は、井原西鶴著『好色一代男』の主人公）。

### 家族・親族
作家・詩人の吉行エイスケは父。美容師の吉行あぐりは母。女優の吉行和子、詩人の吉行理恵は妹。生家の土建会社「株式会社吉行組」（岡山市）は、祖父の死去後、叔父が後を継いだ。淳之介自身も吉行組の無報酬重役を務めていた。
前述の通り本妻との間に女児が1人いるが、妹・和子及び理恵には子女がなかったため、この女児が吉行エイスケ・あぐり夫妻の唯一の孫となる。

### 吉行淳之介文学館

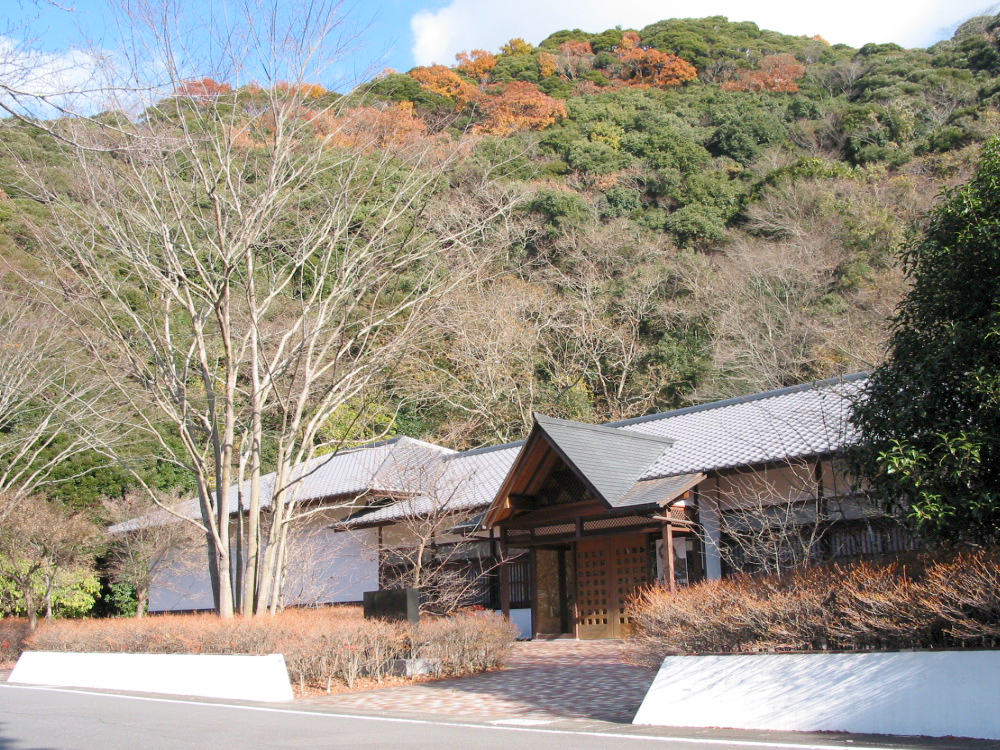
吉行淳之介文学館

1999年、静岡県掛川市にある、社会福祉施設ねむの木学園の敷地内に吉行淳之介文学館が開館した。

## 文学賞選考委員
吉行が選考委員をつとめた文学賞は以下の通り。吉行は基本的に自身の創作の本道を純文学に置き、多くの文学賞で言及した選評を自ら実現・実行していた。
- 文学界新人賞：1966年-1970年（第22-30回）
- 文藝賞：1966年-1967年（第4-5回）
- 太宰治賞：1970年-1977年（第6-13回）
- 芥川賞：1972年-1993年（第66-110回）
- 泉鏡花文学賞：1973年-1993年（第1-21回）
- 川端康成文学賞：1974年-1993年（第1-20回）
- 谷崎潤一郎賞：1977年-1993年（第13-29回、ただし第28回は病気欠席）
- 群像新人文学賞：1978年-1980年（第21-23回）
- 野間文芸賞：1980年-1993年（第33-46回）

## 著書

### 小説
- 『星の降る夜の物語』作品社 1954
- 『驟雨』（『薔薇販売人』を含む）新潮社 1954、のち『薔薇販売人』は角川文庫
- 『漂う部屋』河出新書 1955
- 『原色の街』新潮社 1956、のち『原色の街』『驟雨』は新潮文庫

向島 (墨田区)の赤線地帯、鳩の街が舞台（新潮文庫に入っているものは芥川賞候補になった『原色の街』と『ある脱出』を組み合わせ、加筆訂正したもの）。
- 『焔の中』新潮社 1956、のち中公文庫、旺文社文庫、小学館P+D BOOKS
- 『悪い夏』角川書店 1956、のち角川小説新書
- 『美女哄笑』現代文芸社 1957、のち新鋭作家叢書、『がらんどう』は中公文庫
- 『男と女の子』講談社 1958、のち中公文庫、集英社文庫
- 『二人の女』平凡出版 1959
- 『すれすれ』講談社 1959-60、のち角川文庫、光文社文庫
- 『娼婦の部屋』文藝春秋新社 1959、のち角川文庫、新潮文庫、光文社文庫
- 『風景の中の関係』新潮社 1960、のち『鳥獣蟲魚』は旺文社文庫
- 『街の底で』中央公論社 1961、のち角川文庫
- 『闇の中の祝祭』講談社 1961、のち光文社文庫、角川文庫、光文社文庫

妻と恋人との間で振り回される男の姿を描いた作品。当時の宮城まり子との恋愛からディテールを構成したため「女優との交際の告白」として物議を醸した。のち『春夏秋冬女は怖い』で事実だと書いている。
- 『コールガール』角川書店 1962、のち角川文庫
- 『札幌夫人』集英社 1963、のち集英社文庫
- 『雨か日和か』講談社 1963
- 『花束』中央公論社 1963、のち中公文庫
- 『女の決闘』桃源社 1964
- 『ずべ公天使』集英社 1964、のち『にせドン・ファン』は角川文庫
- 『砂の上の植物群』文藝春秋新社 1964、のち新潮文庫
- 『夜の噂』朝日新聞社 1964、のち新潮文庫
- 『痴・香水瓶』学習研究社・芥川賞作家シリーズ 1964
- 『吉行淳之介短篇全集』全5巻 講談社・ロマンブックス 1965
- 『不意の出来事』新潮社 1965、のち『娼婦の部屋』『不意の出来事』は新潮文庫

新潮社文学賞受賞。
- 『技巧的生活』河出書房新社 1965、のち新潮文庫
- 『怪盗ねずみ小僧』講談社 1965、のち『鼠小僧次郎吉』は角川文庫
- 『唇と歯』東方社 1966、のち角川文庫
- 『星と月は天の穴』講談社 1966、のち講談社文庫、文芸文庫

芸術選奨文部大臣賞受賞。
- 『赤い歳月』講談社 1967
- 『美少女』文藝春秋 1967、のち新潮文庫
- 『女の動物園』毎日新聞 1968
- 『暗室』講談社 1970、のち講談社文庫、文芸文庫

谷崎潤一郎賞受賞。
- 『浅い夢』毎日新聞社 1970、のち角川文庫
- 『小野小町』読売新聞社 1970、小説選書
- 『吉行淳之介全集』全8巻 講談社 1971–72
- 『裸の匂い』ベストセラーズ 1971、のち集英社文庫
- 『湿った空乾いた空』新潮社 1972、のち新潮文庫
- 『一見猥本風』番町書房 1973、のち角川文庫
- 『猫踏んじゃった』番町書房 1973、のち角川文庫
- 『出口・廃墟の眺め』講談社文庫 1973
- 『鞄の中身』講談社 1974、のち講談社文庫、文芸文庫

読売文学賞受賞。
- 『赤と紫』角川文庫 1974
- 『吉行淳之介自選作品』全5巻 潮出版社 1975
- 『子供の領分』番町書房 1975、のち角川文庫、集英社文庫
- 『童謡』出帆社 1975、のち集英社文庫
- 『怖ろしい場所』新潮社 1976、のち新潮文庫
- 『牝ライオンと豹』角川文庫 1976
- 『吉行淳之介エンタテインメント全集』全11巻 角川書店 1976–77
- 『寝台の舟』旺文社文庫 1977
- 『鬱の一年』角川文庫 1978
- 『夕暮まで』新潮社 1978、のち新潮文庫

「夕ぐれ族」の語源。社会現象となった。野間文芸賞受賞
- 『菓子祭』潮出版社、1979年、のち角川文庫、講談社文芸文庫『菓子祭|夢の車輪』
- 『堀部安兵衛 黒鉄ヒロシえ』集英社文庫、1980年
- 『百の唇』掌篇小説選、講談社、1982年
- 『夢の車輪 パウル・クレーと十二の幻想』掌篇小説集、文藝春秋、1983年、のち講談社文芸文庫『菓子祭|夢の車輪』
- 『吉行淳之介全集』全17巻 別巻3巻 講談社、1983–85年
- 『目玉』新潮社 1989、のち新潮文庫
- 『吉行淳之介全集』全15巻 新潮社 1997–98
- 『悩ましき土地』講談社文芸文庫 1999
- 『吉行淳之介娼婦小説集成』中公文庫 2014

### 随筆
- 『恋愛作法』文藝春秋新社 1958
- 『青春の手帖』講談社 1959
- 『浮気のすすめ』新潮社 1960
- 『すれすれ探訪』東都書房 1960
- 『不作法紳士』集英社 1962、のち集英社文庫
- 『わたくし論』白凰社 1962
- 『紳士放浪記』集英社 1963、のち集英社文庫
- 『変った種族研究』講談社 1965、のち角川文庫
- 『私の文学放浪』講談社 1965、のち角川文庫、講談社文庫、講談社文芸文庫、同ワイド版
- 『痴語のすすめ』実業之日本社 1965（ホリデー新書）
- 『軽薄派の発想』芳賀書店 1966
- 『快楽の秘薬 神経疲労回復の書』青春出版社プレイブックス 1966、のち光文社文庫
- 『なんのせいか』随想集、大光社 1968
- 『秘蔵の本、禁話のコレクション』河出ベストセラーズ 1968、のち光文社文庫
- 『私の恋愛論』大和書房 1970、のち角川文庫
- 『私のうちなる女』新潮社 1970
- 『生と性』大光社 1971、（語りおろしシリーズ）のち集英社文庫
- 『軽薄のすすめ』角川文庫 1972
- 『樹に千びきの毛蟲』潮出版社 1973、のち角川文庫、ランダムハウス講談社文庫
- 『面白半分のすすめ』角川文庫 1973
- 『不作法のすすめ』角川文庫 1973、のち光文社文庫、中公文庫
- 『スラプスティック式交遊記』角川書店 1974、『悪友のすすめ』と改題し角川文庫 1976、のち光文社文庫
- 『四角三角丸矩形』創樹社 1974
- 『贋食物誌』新潮社 1974、のち新潮文庫
- 『猫背の文学散歩』対談集、潮出版社 1974
- 『女のかたち』創樹社 1975、のち集英社文庫
- 『ぼくふう人生ノート』いんなあとりっぷ社 1975、のち集英社文庫
- 『某月某日』番町書房 1975
- 『石膏色と赤 随筆集』講談社 1976、のち講談社文庫
- 『自選作家の旅』山と渓谷社 1976
- 『怪談のすすめ』角川文庫 1976
- 『麻雀好日』毎日新聞社 1977、のち角川文庫
- 『男と女をめぐる断章 316のアフォリズム』文化出版局 1978、のち集英社文庫
- 『街角の煙草屋までの旅』講談社 1979、のち講談社文庫
- 『詩とダダと私と』作品社 1979、のち福武文庫
- 『赤とんぼ騒動 わが文学生活 1980年～1981年』潮出版社 1981
- 『スペインの蠅 わが文学生活 1979年～1980年』潮出版社 1982
- 『エアポケット わが文学生活 1977年～1979年』潮出版社 1982
- 『夢を見る技術 わが文学生活 1975年～1977年』潮出版社 1982
- 『男と女のこと わが文学生活 1973年～1975年』潮出版社 1982
- 『甲羅に似せて わが文学生活 1971年～1973年』潮出版社 1982
- 『「私」のいる風景、342のアフォリズム』文化出版局 1982
- 『花冷えの季節 わが文学生活 1970年～1971年』潮出版社 1982
- 『珍獣戯話』毎日新聞社、1982年
- 『なんのせいか わが文学生活 1966年～1970年』潮出版社 1982
- 『木馬と遊園地 わが文学生活 1963年～1966年』潮出版社 1983
- 『悩ましい時間 わが文学生活 1960年～1963年』潮出版社 1983
- 『年齢について わが文学生活 1957年～1960年』潮出版社 1983
- 『雑踏のなかで わが文学生活 1946年～1957年』潮出版社 1983
- 『吉行淳之介による吉行淳之介 試みの自画像』青銅社 1983
- 『わが文学生活』講談社、1985年、講談社文芸文庫 2017年11月
- 『人工水晶体』講談社 1985、のち講談社文庫。※白内障手術の体験記。
- 『あの道この道、いろの道川柳撰』光文社 1986、のち光文社文庫
- 『定本・酒場の雑談』有楽出版社 1986、のち集英社文庫
- 『犬が育てた猫』潮出版社 1987、のち文春文庫
- 『日日すれすれ』読売新聞社 1987、のち集英社文庫
- 『自家謹製小説読本』山本容朗編、有楽出版社・実業之日本社 1988、のち集英社文庫
- 『人間教室』山本容朗編、有楽出版社・実業之日本社 1989
- 『春夏秋冬女は怖い なんにもわるいことしないのに』光文社カッパホームス 1989、のち光文社文庫
- 『やややのはなし』文藝春秋、1992年、のち文春文庫
- 『私の東京物語』山本容朗編、有楽出版社・実業之日本社 1993、のち文春文庫
- 『懐かしい人たち』講談社 1994、のちちくま文庫
- 『失敗を恐れないのが若さの特権である 愛・結婚・人生 – 言葉の花束』宮城まり子編、海竜社 2000
- 『淳之介養生訓』中公文庫 2003
- 『吉行淳之介エッセイ・コレクション』全4巻 荻原魚雷編 ちくま文庫 2004

### 翻訳・現代語訳
- 『愛と笑いの夜』ヘンリー・ミラー作、河出書房 1968、のち角川文庫、福武文庫
- 『不眠症あるいは飛び跳ねる悪魔』ヘンリー・ミラー作、読売新聞社、1975
- 『酒について』キングズレー・エイミス作、林節雄共訳、講談社 1976、のち講談社文庫
- 『好色五人女』井原西鶴原作、河出書房新社 1979、のち中公文庫、河出文庫
- 『好色一代男』井原西鶴原作、中央公論社 1981、のち中公文庫
- 『鼠の草子』原作は御伽草子、集英社 1982

### 対談
- 『吉行淳之介 軽薄対談』講談社 1966、のち角川文庫
- 『吉行淳之介 第二軽薄対談』講談社 1967
- 『吉行淳之介 第三軽薄対談』講談社 1967
- 『吉行淳之介 対談浮世草子』三笠書房 1971、のち集英社文庫
- 『面白半分対談』講談社、1971
- 『不作法対談』角川文庫 1973
- 『猫背の文学散歩―吉行淳之介対談集』潮出版社 1974
- 『吉行淳之介 躁鬱対談』毎日新聞社 1975、のち角川文庫
- 『新面白半分対談』講談社 1975
- 『粋談、ユーモア対談集』番町書房 1976
- 『恐怖対談』新潮社 1977、のち新潮文庫
- 『拒絶反応について』対談集、潮出版社 1978
- 『恐怖・恐怖対談』新潮社 1980、のち新潮文庫
- 『サルの檻、ヒトの檻 文化人類学講義』西江雅之対談、朝日出版社 1980
- 『着流し対談』角川文庫 1980
- 『夢・鏡・迷路』潮出版社 1981
- 『恐・恐・恐怖対談』新潮社 1982、のち新潮文庫
- 『対談美酒について 人はなぜ酒を語るか』開高健対談、サントリー出版 1982、のち新潮文庫
- 『街に顔があった頃 浅草・銀座・新宿』開高健対談、ティビーエス・ブリタニカ 1985、のち新潮文庫
- 『特別恐怖対談』新潮社 1985、のち新潮文庫
- 『対談老イテマスマス耄碌』山口瞳対談、新潮社 1993
- 『やわらかい話 吉行淳之介対談集』丸谷才一編、講談社文芸文庫 2001
- 『やわらかい話 2 吉行淳之介対談集』丸谷才一編 講談社文芸文庫 2008

### 編著
- 『奇妙な味の小説―現代異色小説集』立風書房 1970 のち中公文庫
- 『幻の花たち：娼婦小説集』立風書房 1972
- 『プレイボーイ傑作短篇集』集英社プレイボーイ・ブックス 1977
- 『酔っぱらい読本』全7巻、講談社 1978-79
  - 『酔っぱらい読本』『続・酔っぱらい読本』『最後の酔っぱらい読本』講談社文芸文庫 2012-14
- 『純愛小説名作選』集英社文庫 1979
- 『グラフィック版世界の文学 別巻2 世界恋愛名作集』世界文化社 1979
- 『ヴェニス 光と影』篠山紀信写真、新潮社 1980、のち新潮文庫
- 『ネコ・ロマンチスム』青銅社 1983
- 『日本の名随筆16 性』作品社 1983
- 『文章読本』日本ペンクラブ（編）福武文庫 1988、ランダムハウス講談社文庫 2007、中公文庫 2020
- 『酒中日記』講談社 1988、のち中公文庫
- 『日本の短篇』上下、井上靖・吉行淳之介・大江健三郎編、文藝春秋 1989
- 『また酒中日記』講談社 1991、のち中公文庫
- 『川崎長太郎選集』上下 吉行編、河出書房新社 1991

## 映画
- 千夜一夜物語 - 女奴隷市の野次馬（声優）